# Gabriel Dahlberg
Gabriel Dahlberg, född 18 februari 1814 i Lund, död 25 mars 1893, var en svensk silversmed.
Han var son till Lars Johan Dahlberg och bror till Johannes och Lars Wilhelm Dahlberg. Tillsammans med sina bröder fick han en utbildning till silversmed som lärling för sin far. Han arbetade som  gesäll i Lund 1843 och examinerades som mästare i Stockholm 1843. Från 1845 var han verksam som mästare i Lund där han förstod sin mors silververkstad. Han erhöll burskap 1847 och i detta samband övertog han sin mors rörelse. Han var verksam med egen stämpel i Lund 1848-1893. För Lövestads kyrka bearbetade han nattvardskalken så att blev den tillökt och förnyad 1876.
Dahlberg är representerad vid bland annat Nordiska museet, Malmö museum, Kulturen, och Victoria and Albert Museum.